# Єкатериновка (Краснодарський край)
Єкатериновка — село в Щербинівському районі Краснодарського краю. Центр Єкатериновського сільського поселення.
Населення — 2,7 тисячі мешканців.
Село розташовано на правому березі широкого (до 6 км) гирла річки Єя, навпроти районного центру — станиці Старощербинівська. За 6 км на захід від села розташовано історичне село Єйське Укріплення.
Село засновано наприкінці XVIII сторіччя російськими селянами-переселенцями. Спочатку називалося Єйська слобода. З 1803, офіційна назва — Єкатериновка, на честь імператриці Катерини II. До 1920, село Єкатериновка, як і все правобережжя Єї, входило в Ростовський відділ Області Війська Донського.

## Адміністративний поділ
До складу Єкатериновського сільського поселення крім села Єкатериновка входять також:
- хутір Красний Дар
- хутір Любимов
- хутір Новий Путь

Загальна чисельність населення поселення 3500 осіб.